# Palazzo Trissino al Duomo
Palazzo Trissino al Duomo (noto anche come Trissino Trento) è un grande edificio sito in via Cesare Battisti 10 a Vicenza, commissionato da Pier Francesco Trissino a Vincenzo Scamozzi nel 1577 e successivamente ampliato da Giambattista Albanese nel 1621-1622 per Achille Trissino, nipote del fondatore. Il prospetto si è mantenuto un bell'esempio di architettura rinascimentale, mentre gran parte delle decorazioni interne sono andate perdute. Sottoposto dal 25 maggio del 1960 a vincolo storico artistico architettonico, è dal 1906 sede di una banca.
Sorge non lontano da altri edifici legati alla famiglia Trissino: palazzo Trissino al Corso, sede del municipio di Vicenza, in corso Palladio, palazzo Trissino Sperotti in contrà Porti, palazzo Trissino Lanza in contrà Riale.

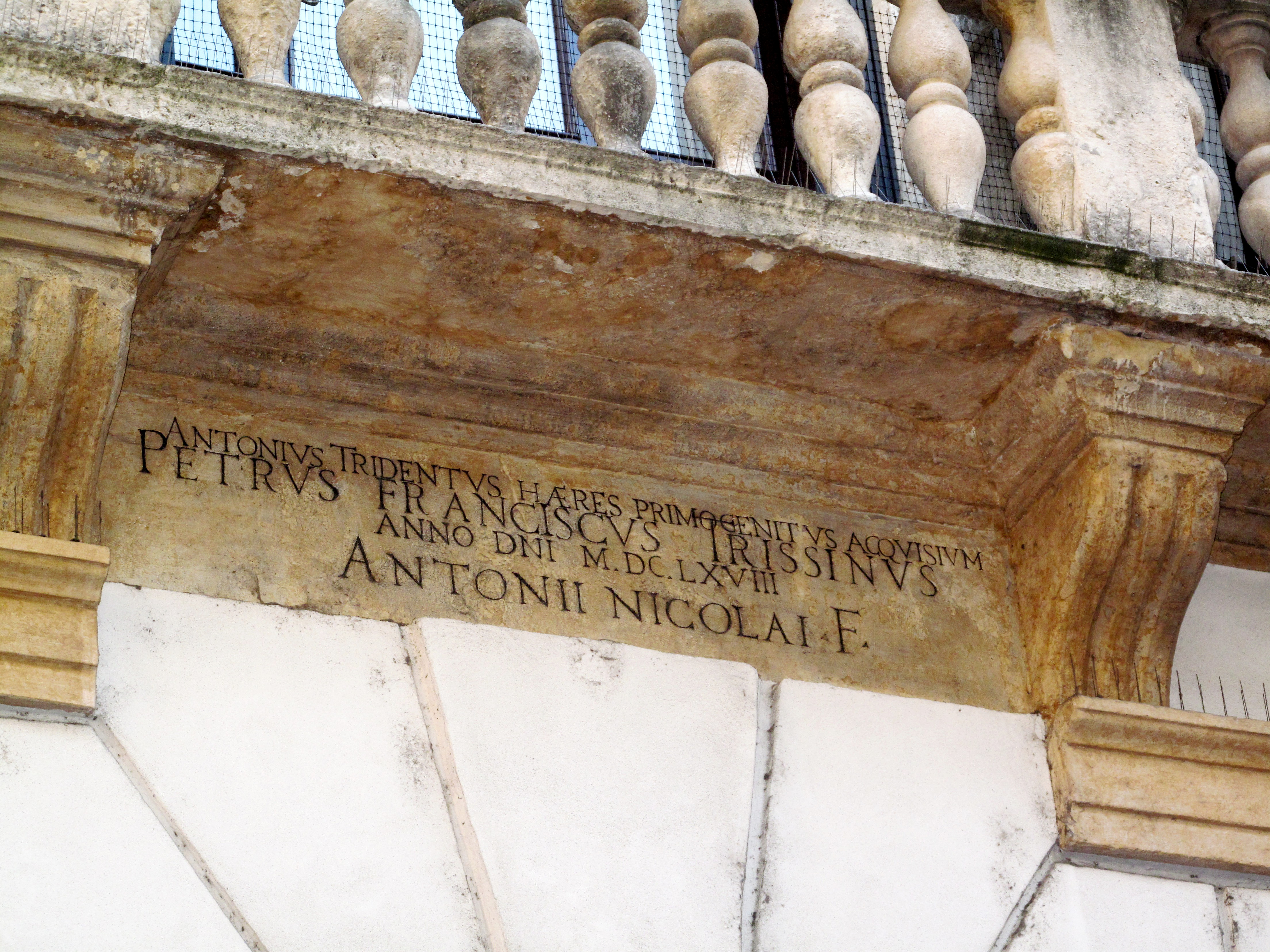
Vicenza, palazzo Trissino Trento: iscrizione che ricorda che il palazzo, fondato da Pier Francesco Trissino figlio di Antonio Niccolò, fu acquisito da Antonio Trento nel 1668.

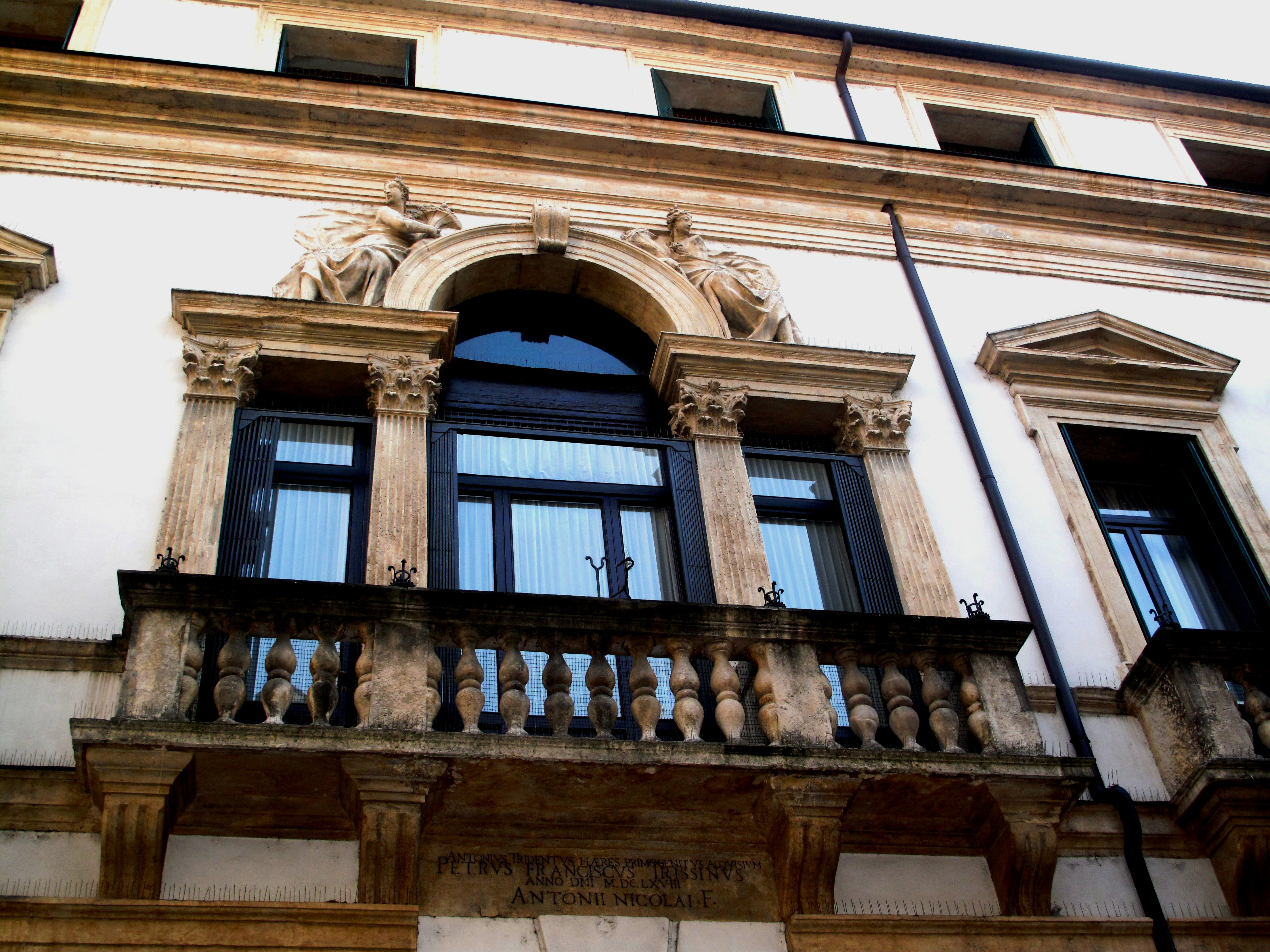
Vicenza, palazzo Trissino Trento: serliana sopra la porta d'ingresso

## Storia
Il conte Pier Francesco Trissino, vissuto a cavallo dei secoli XV e XVI, fu un personaggio di spicco della Vicenza del Rinascimento. Sposato con Beatrice Barbarano e dottore del Collegio, accrebbe le sue proprietà immobiliari nell'immediato intorno del duomo di Vicenza, fino ad avere un'area sufficiente per un nuovo palazzo, il cui progetto affidò nel 1577 a Vincenzo Scamozzi (allievo di Andrea Palladio), abile nel coordinare i diversi edifici in un unico nuovo stabile. Si ritiene per esempio che il vano che contiene le scale principali fosse derivato dall'antica torre medievale costruita in quei luoghi da Grifolino Trissino nel XIII secolo.
Il risultato fu un palazzo classico e austero, a due ordini, che contribuì alla celebrità del giovane architetto vicentino, allora trentenne. In uno dei due prospetti il ritmo delle finestre è interrotto e abbellito da una imponente serliana di ordine corinzio sopra il portone d'ingresso e sovrastata dalle statue dell'Abbondanza di Agostino Rubini.
All'inizio del XVII secolo Alessandro Trento, tutore del giovane Achille Trissino nipote del fondatore, acquisì per il suo pupillo da Bonifacio Trissino un'area adiacente al palazzo per un ampliamento, affidato a Giambattista Albanese nel novembre del 1621, nel segno del mantenimento dello stile classico della parte scamozziana già esistente.
Achille sposò nel 1627 Maddalena Chiericati, ma non ebbero figli. Per lascito testamentario il palazzo divenne proprietà del Pio ospedale della Misericordia, che nel 1668 lo vendette al conte Antonio Trento. Nel 1810 Ottavio Trento, ultimo della sua discendenza, lasciò il palazzo ai fratelli Sesso, dai quali perveniva a Orazio Branzo Loschi, la cui figlia Gabriella nel 1906 lo vendette alla Cassa civica di risparmio di Verona.

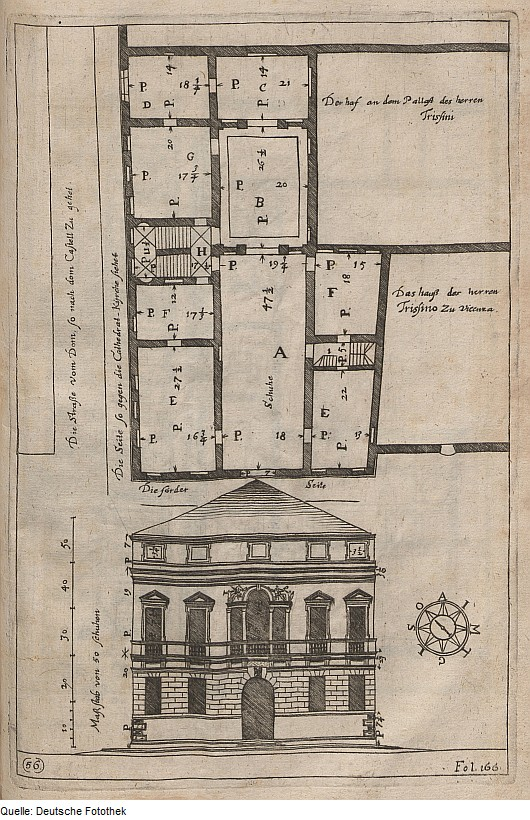
Pianta e prospetto, da un'edizione in tedesco delle opere di Vincenzo Scamozzi
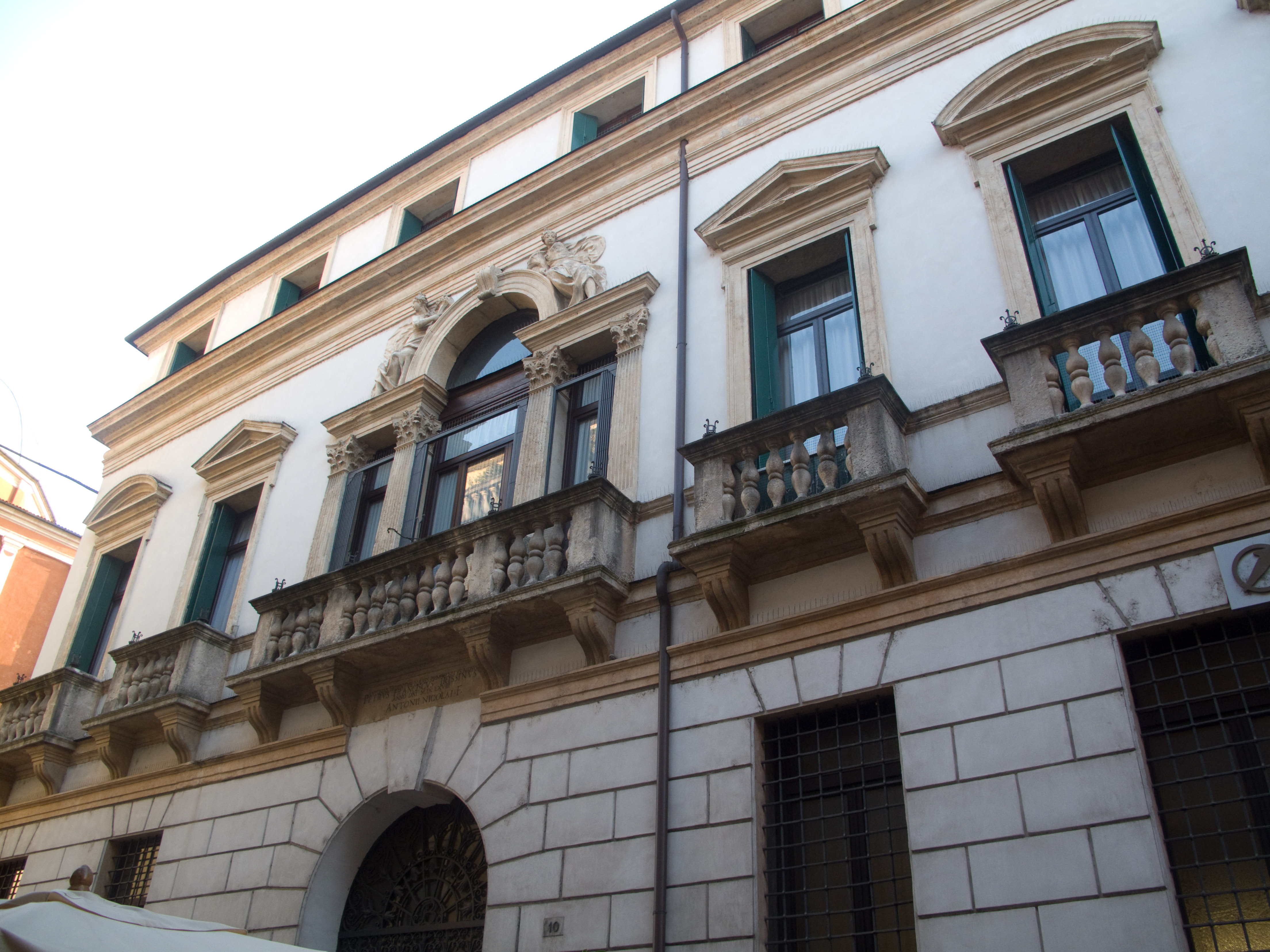
Facciata est verso contrà Cesare Battisti
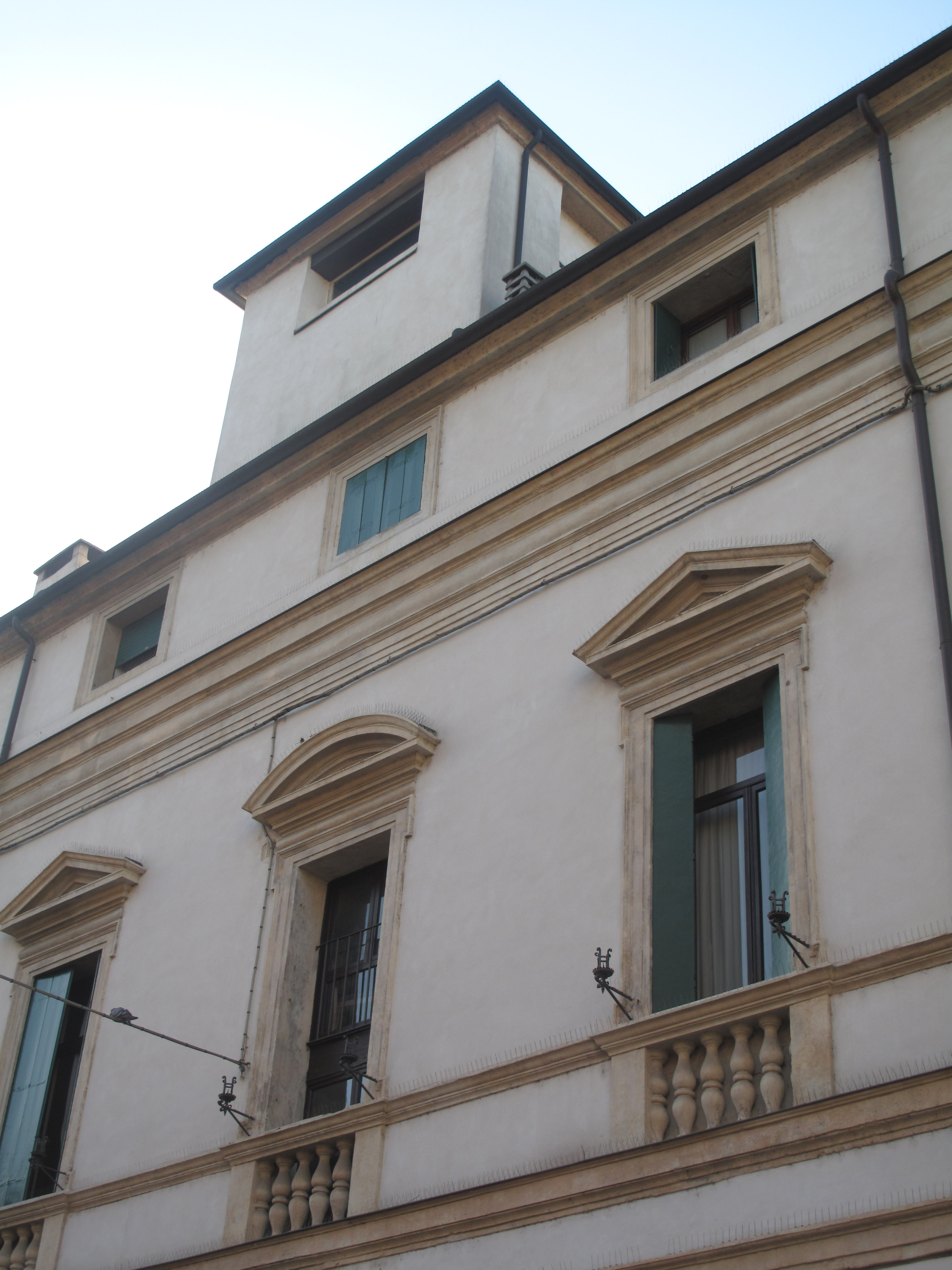
Prospetto sud verso contrà Lampertico
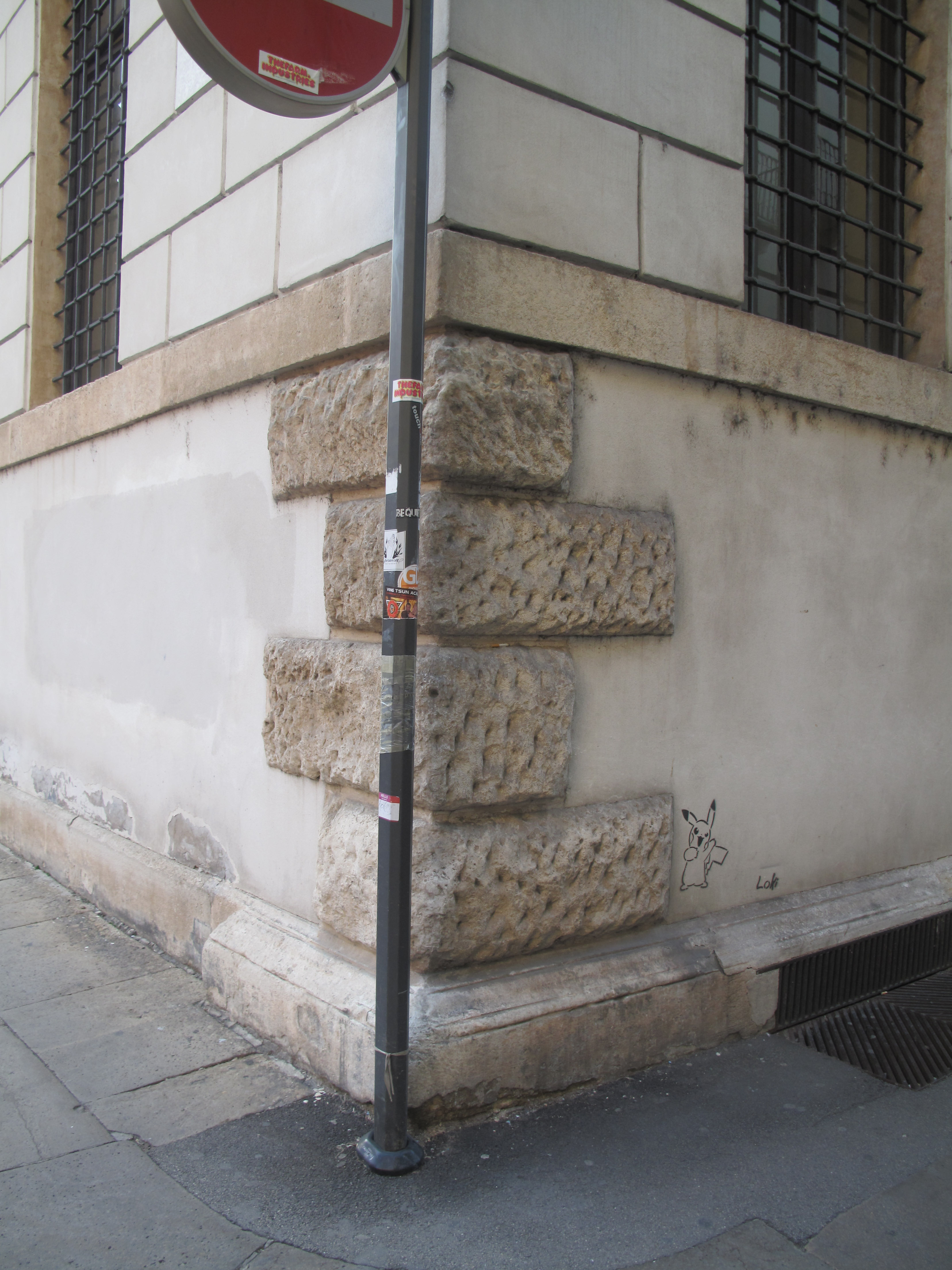
Particolare dell'angolo tra i due prospetti